# رسم تخطيطي للرعشه
في الفيزياء، مخطط الرعشة هو رسم بياني يمثل محتوى المادة في نظرية قياس تصف الغشاء D على الأغطية.
كل عقدة من الرسم البياني تتوافق مع العامل U(N) من مجموعة القياس، وكل رابط يمثل حقلاً في التمثيل ثنائي الأساس.
اشار ودرس مايكل دوغلاس وجريغ مور إلى أهمية الرسوم البيانية المرتجفة في نظرية الأوتار.
في حين أن واضعي نظرية الأوتار يستخدمون عبارة مخطط الرعشة، العديد من زملائهم في فيزياء الجسيمات يسمون هذه الرسوم البيانية موس.